# فرودگاه پارادایس هیل
فرودگاه پارادایس هیل (به انگلیسی: Paradise Hill Airport) یک فرودگاه همگانی است . این فرودگاه در کشور کانادا قرار دارد و در ارتفاع ۵۸۷ متری از سطح دریا واقع شده‌است.